# هارویک (ماساچوست)
هارویک، ماساچوست
هارویک(به انگلیسی: Harwich) شهرکی در شهرستان بارنستبل ایالت ماساچوست می‌باشد که در سال ۱۶۹۴ بنیان‌گذاری شده‌است. این شهرک در سرشماری سال ۲۰۱۰ میلادی، ۱۲٬۲۴۳ نفر جمعیت داشته‌است.